# Pomarico
Pomarico est une commune de la province de Matera, dans la région Basilicate, en Italie.

## Administration
| Période                                  | Période | Identité | Étiquette | Qualité |
| ---------------------------------------- | ------- | -------- | --------- | ------- |
|                                          |         |          |           |         |
| Les données manquantes sont à compléter. |         |          |           |         |

### Communes limitrophes
Ferrandina, Miglionico, Montescaglioso, Pisticci.

### Personnages célèbres
Antonio Bonavista (1967-2011), professeur d'art, fervent historien, homme politique. Chercheur enthousiaste d’Antonio Vivaldi, il a découvert les origines pomaricannes de la mère du compositeur.